# Aéroport d'Attawapiskat
L'aéroport d'Attawapiskat, (code IATA : YAT • code OACI : CYAT), est situé près de la communauté de Attawapiskat, Ontario, Canada,.

## Compagnies aériennes et destinations
| Compagnies       | Destinations                                                  |
| ---------------- | ------------------------------------------------------------- |
| Air Creebec      | Fort Albany, Nation Kashechewan, Moosonee, Peawanuck, Timmins |
| Thunder Airlines | Fort Albany, Nation Kashechewan, Moosonee, Peawanuck, Timmins |

Édité le 07/03/2018
D'autres petites compagnies et appareils opèrent des services ou des livraisons de marchandises, telles Wabusk Air, Bushland Airways Ltd., Wasaya Airways.